# Сероголовый альбатрос
Сероголовый альбатрос (лат. Thalassarche chrysostoma) — крупная морская птица из семейства альбатросовых. Распространён циркумполярно, гнездится на изолированных островах Южного океана. Питается в море на высоких широтах, заходит на юг дальше остальных альбатросов. Название получил за пепельно-серую окраску своих головы и шеи.

## Этимология
Своё научное видовое название «chrysostoma» (от «khrusos» — «золото» и «stoma» — «рот») сероголовый альбатрос получил за свой жёлтый клюв.

## Внешний вид
В среднем сероголовый альбатрос вырастает до длины 81 см. Его голова и шея — тёмно-пепельные. Верхние стороны крыльев, грудь, спина и хвост — почти чёрные. Огузок, брюхо, нижние стороны крыльев — белые, позади каждого глаза — по белому полукругу. Клюв — чёрный, но крайние верх и низ клюва — светло-жёлтые, кончик же — оранжево-розовый. Нижние стороны крыльев — белые с широкой чёрной полосой по передней кромке. На задней кромке крыла чёрная полоса уже. У молодых птиц клюв и голова чёрные, полумесяцы за глазами нечёткие, а нижняя сторона крыла практически полностью тёмная.

## Полёт
Сероголовый альбатрос занесён в Книгу рекордов Гиннесса как птица с самым быстрым горизонтальным полётом (англ. Fastest bird - level flight). В 2004 г. была зафиксирована скорость такого полёта 127 км/ч, которую альбатрос выдерживал в течение более 8 часов, возвращаясь в своё гнездо на острове Южная Георгия во время антарктического шторма.

## Ареал и среда обитания
Сероголовый альбатрос гнездится большими колониями на нескольких островах в Южном океане. Большая гнездовая колония есть на острове Южная Георгия. Колонии меньшего размера — на островах Диего-Рамирес, Кергелен, Крозе, Принс-Эдуард в Индийском океане, островах Кемпбэлл и Маккуори к югу от Новой Зеландии, а также на ряде островов у побережья Чили. Выкармливая птенцов, в поисках добычи заходит на юг в Антарктический пояс. Альбатросы, гнездящиеся на острове Марион в архипелаге Принс-Эдуард, в поисках добычи посещают и субтропические воды.
Молодые или не выкармливающие птенцов особи свободно мигрируют по всему Южному океану, заходя на север до 35 градусов южной широты.

## Питание
Сероголовые альбатросы, в отличие от других альбатросов, больше времени проводят в открытом океане, а не над континентальными шельфами. В открытом море они охотятся в основном на кальмаров, но также едят других головоногих, рыбу, ракообразных, падаль и миног. Криль занимает меньшее место в рационе этого вида — именно потому, что в открытом море криля меньше, чем у берега. Сероголовые альбатросы могут нырять за добычей на глубину до 7 метров, но делают это достаточно редко.

## Размножение
Строят большие гнёзда из травы на крутых склонах или скалах. Яйцо только одно, насиживание длится 72 дня. Проведённые на острове Берд (у берегов Южной Георгии) исследования показали, что родители приносят птенцу в среднем 616 граммов еды каждые 1,2 дня, максимальный вес птенца примерно 4,9 кг. Птенцы склонны терять вес перед тем как опериться. Оперяются через 141 день после вылупления, покидают колонию и возвращаются только через 6—7 лет. Через несколько лет после своего возвращения на родной остров молодой альбатрос начинает размножаться. При этом, успешно вырастив птенца, пара следующий год отдыхает. Будучи по много лет вне колонии, молодые альбатросы покрывают огромные расстояния, часто по нескольку раз огибая Землю.
Размножающиеся популяции и тенденции их развития
| Место гнездования     | Размер популяции | Дата | Тенденция развития   |
| --------------------- | ---------------- | ---- | -------------------- |
| остров Южная Георгия  | 48,000 пар       | 2006 | Снижение численности |
| остров Марион         | 6,200 пар        | 2003 | Популяция стабильна  |
| остров Принс-Эдуард   | 3,000 пар        | 2003 |                      |
| остров Кемпбэлл       | 7,800 пар        | 2004 | Снижение численности |
| остров Маккуори       | 84 пар           | 1998 |                      |
| остров Крозе          | 7,905 пар        | 1998 |                      |
| остров Кергелен       | 16,408 пар       | 2002 |                      |
| острова Диего-Рамирес | 5,940 пар        | 1998 |                      |
| ИТОГО                 | 250,000          | 2004 | Снижение численности |

## Охрана вида
МСОП классифицирует сероголового альбатроса как уязвимый вид, аргументируя это быстрым снижением его численности. Этот вид встречается на акватории в 79000000 квадратных километров, ареал его размножения составляет 1800 квадратных километров, численность же на 2004 год составила приблизительно 250000 особей. При этом на острове Южная Георгия было обнаружено 48000 размножающихся пар, на острове Марион в архипелаге Принс-Эдуард — 6200 пар, на острове Принс-Эдуард — 3000 пар, 7800 пар на острове Кемпбэлл, 16408 пар у побережья Чили, только 84 пары на острове Маккуори, на островах же Крозе и Кергелен — 5940 пар и 7905 пар соответственно.
Многочисленные исследования показывают, что численность сероголового альбатроса сокращается. Популяция на острове Берд за последние 30 лет сократилась на 20—30 %. Популяция острова Марион до 1992 сокращалась на 1,75 % в год, но сейчас производит впечатление стабильной. На острове Кемпбэлл с 1940-х годов число сероголовых альбатросов сократилось на 79—87 %. В целом же численность этого вида за последние 90 лет (3 поколения) снизилась на 30—40 %. В 1997 и 1998 незаконная и нерегулируемая добыча патагонского клыкача (Dissostichus eleginoides) в Индийском океане привела к смерти 10000-20000 альбатросов, в основном сероголовых. Сероголовые альбатросы погибают в рыболовных сетях. Также на этот вид может влиять возможное сокращение кормовой базы, вызываемое глобальным потеплением.
Сероголовый альбатрос изучается на большинстве островов своего гнездования. Кроме того, остров Принс-Эдуард является заповедником, а острова Кемпбэлл и Маккуори признаны объектами всемирного наследия ЮНЕСКО 
.